# Hoogovenstoernooi 1965
Het Hoogovenstoernooi 1965 was een schaaktoernooi dat plaatsvond in het Nederlandse Beverwijk. Het werd gewonnen door Jefim Geller en Lajos Portisch.

## Eindstand
| Nr.   | Speler                | Punten |
| ----- | --------------------- | ------ |
| Goud  | Jefim Geller          | 10½    |
| Goud  | Lajos Portisch        | 10½    |
| Brons | Milko Bobotsov        | 10     |
| 4     | Johannes Donner       | 8½     |
| 4     | Borislav Ivkov        | 8½     |
| 6     | Heinz Lehmann         | 8      |
| 7     | Vladimir Bagirov      | 7½     |
| 7     | Ludek Pachman         | 7½     |
| 7     | Svein Johannessen     | 7½     |
| 7     | Kick Langeweg         | 7½     |
| 11    | Aleksandar Matanović  | 7      |
| 12    | Peter Smederevac      | 6      |
| 12    | Levente Lengyel       | 6      |
| 12    | Theo van Scheltinga   | 6      |
| 15    | Antonio Medina Garcia | 5½     |
| 16    | Carel van den Berg    | 3½     |